# 錫達希爾 (新墨西哥州)
錫達希爾（英語：Cedar Hill）是位於美國新墨西哥州聖胡安縣的普查規定居民點。

## 人口
根據2020年美國人口普查的數據，錫達希爾的面積為25.12平方千米，當中陸地面積為24.35平方千米，而水域面積為0.77平方千米。當地共有人口1130人，而人口密度為每平方千米44.98人。